# Aeroportul Kagoshima
Aeroportul Kagoshima (IATA: KOJ, ICAO: RJFK) este un aeroport din Mizobe-chō Fumoto⁠(d), Kirishima, Prefectura Kagoshima, Japonia ce deservește zona Kagoshima. Aeroportul a fost tranzitat în 2023 de 5.516.213 pasageri. A fost deschis în 1944 și numit după zona deservită.
Situat la o altitudine de 272 m, aeroportul dispune de 1 pistă. Este operat de Ministry of Land, Infrastructure, Transport and Tourism⁠(d).

## Infrastructură

### Piste
Aeroportul dispune de o singură pistă. Pista 16/34 are suprafața de asfalt și dimensiunile 3.000 m × 45 m. 